# Соколов, Вячеслав Вячеславович
Вячесла́в Вячесла́вович Соколо́в (род. 15 декабря 1984, Снежинск, Челябинская область) — российский легкоатлет, специалист по бегу на средние дистанции. Выступал на профессиональном уровне в 2001—2020 годах, чемпион Всемирной Универсиады в Белграде, победитель и призёр первенств всероссийского значения, участник чемпионата Европы в помещении в Турине. Представлял Москву и Челябинскую область. Мастер спорта России международного класса.

## Биография
Вячеслав Соколов родился 15 декабря 1984 года в городе Снежинске Челябинской области.
Занимался лёгкой атлетикой в Москве под руководством заслуженного тренера России Юрия Семёновича Куканова. Окончил географический факультет Московского государственного университета.
Впервые заявил о себе в мае 2001 года, когда на соревнованиях в Краснодаре занял седьмое место в беге на 800 метров.
В 2007 году на зимнем чемпионате России в Волгограде с московской командой одержал победу в программе эстафеты 4 × 800 метров.
В 2008 году в дисциплине 800 метров выиграл бронзовую медаль на зимнем чемпионате России в Москве.
В 2009 году на зимнем чемпионате России в Москве стал серебряным призёром в беге на 1500 метров (впоследствии в связи с допинговой дисквалификацией Владимира Ежова поднялся на первую позицию). Благодаря этому удачному выступлению вошёл в основной состав российской сборной и удостоился права защищать честь страны на чемпионате Европы в помещении в Турине — на предварительном квалификационном этапе показал результат 3:46.29, чего оказалось недостаточно для выхода в финал. Также, будучи студентом, представлял страну на Всемирной Универсиаде в Белграде — в той же дисциплине превзошёл всех соперников в финале и завоевал золотую награду, тогда как в эстафете 4 × 400 метров занял пятое место.
На чемпионате России 2010 года в Саранске получил серебро в 1500-метровой дисциплине.
В 2011 году на зимнем чемпионате России в Москве победил в беге на 1500 метров и в эстафете 4 × 800 метров. На летнем чемпионате России в Чебоксарах с личным рекордом 3:36.79 финишировал вторым на 1500-метровой дистанции. Принимал участие в Универсиаде в Шэньчжэне — в дисциплинах 800 и 1500 метров стал шестым и девятым соответственно.
В 2012 году выиграл эстафету 4 × 800 метров на зимнем чемпионате России в Москве, взял бронзу в дисциплине 1500 метров на летнем чемпионате России в Чебоксарах.
На чемпионате России 2013 года в Москве вновь стал бронзовым призёром на 1500-метровой дистанции.
В 2014 году в беге на 1500 метров получил серебро на чемпионате России в Казани.
В 2015 году в дисциплине 1500 метров выиграл бронзовую медаль на зимнем чемпионате России в Москве и серебряную медаль на летнем чемпионате России в Чебоксарах.
В 2018 году стал серебряным призёром в эстафете 4 × 1500 метров на чемпионате России по эстафетному бегу в Смоленске.
За выдающиеся спортивные достижения удостоен почётного звания «Мастер спорта России международного класса».
Впоследствии занимался тренерской деятельностью, участвовал в различных любительских пробегах в России. Член команды ASICS FrontRunner.